# Qualcomm Snapdragon 855
Qualcomm Snapdragon 855 — мобильный SoC, разработанный американской компанией Qualcomm. Оснащен восьмиядерным процессором, произведенным по 7 нанометровому техпроцессу, с частотой до 2,84 ГГц, что обеспечивает производительность на уровне 600 тысяч баллов в AnTuTu 10 Benchmark. Чипсет также поддерживает технологии связи, такие как 4G LTE и 5G, что позволяет скачивать файлы и просматривать контент со скоростью до 5000 Мбит/с. Snapdragon 855 также имеет графический процессор Adreno 640. Позже была выпущена версия Snapdragon 855+ в Q3 2019

## Технические спецификации
Анонсирован 5 декабря 2018 года на презентации Qualcomm. Snapdragon 855 стал первой однокристальной системой компании с поддержкой 5G. Поддержка новых протоколов связи стала возможна благодаря имплементации модема Snapdragon X50.
Изготавливается по 7-нанометровому техпроцессу на заводах TSMC. Производство основывается на технологии FinFET. К процессорам, изготавливающимся по аналогичной технологии литографии, можно отнести Apple A12 Bionic, Kirin 980 и AMD Rome.
Процессорная часть имеет 1 ядро Cortex-A76 (Kryo 485 Gold) на 2840 МГц, 3 ядра Cortex-A76 (Kryo 485 Gold) на 2420 МГц и 4 ядра Cortex-A55 (Kryo 485 Silver) на 1800 МГц. Разделение ядер на различные уровни мощности на этапе проектирования (технология Big-Little) позволяет значительно увеличить эффективность процессора при выполнении простых задач. Общий TDP ЦП равен 6 Вт, количество транзисторов- 6.7 млрд, а кэш уровня L1 имеет 512 КБ памяти. Процессор построен по архитектуре ARM и имеет возможность выполнять набор инструкций ARMv8.2-A.
Графический ускоритель Adreno 640 построен по архитектуре Adreno 600. Работает на частоте до 585 МГц и имеет производительность 898.5 Гфлопс. Поддерживает технологии Vulcan версии 1.1, OpenCL версии 2.0 и DirectX 12.1
SoC поддерживает оперативную память типа LPDDR4X с частотой памяти до 2133 МГц и объёмом до 16ГБ. Шина 4x 16 Бит с пропускной способностью до 34,13 Гбит/сек.